# Pollimyrus isidori
Pollimyrus isidori är en fiskart som först beskrevs av Valenciennes, 1847.  Pollimyrus isidori ingår i släktet Pollimyrus och familjen Mormyridae.

## Underarter
Arten delas in i följande underarter:
- P. i. isidori
- P. i. fasciaticeps
- P. i. osborni